# Số lượng tử chính
Số lượng tử chính là một số lượng tử, chủ yếu thể hiện mức năng lượng của electron trong nguyên tử.
Mô hình nguyên tử Bohr chỉ miêu tả được trạng thái năng lượng thấp nhất, n = 1. Nhưng trên thực tế có vô số lớp năng lượng rời rạc khác nhau. Do có nhiều số lượng các lớp, và khoảng cách giữa chúng càng lớn thì càng gần nhau, nên năng lượng biểu hiện như một vùng liên tiếp, mặc dầu chúng là các gồ rơi rạc, hay còn gọi là được lượng tử hóa.
Theo thuyết lượng tử hiện đại, một vài vị trí tồn tại của electron trong nguyên tử tương ứng với sự khác nhau trong hình mẫu của sóng đứng. Như xảy ra ở một dây đàn guitar. Sự khác biệt chính là các sóng electron hoạt động trong cả ba chiều của không gian, trong khi dây đàn gita chỉ dao động trong 2 chiều. Mỗi hình mẫu sóng được định dạng bởi một số nguyên n, và được gọi là số lượng tử chính. Giá trị của n chỉ rõ số lượng đỉnh của biên (antinode) tồn tại trong một mẫu hình sóng đứng, số lượng đỉnh càng nhiều, trạng thái năng lượng càng cao.
Thế năng của electron được đưa ra bởi công thức {\displaystyle E={\frac {-k^{2}e^{4}m}{2h^{2}n^{2}}}}. Ở đó k là hằng số tĩnh điện, e là điện tích của electron, m là khối lượng của nó, h là hằng số Planck và n số lượng tử chính. Dấu (-) cho thấy thế năng của nó luôn luôn âm. Do năng lượng có tỉ lệ nghịch đảo bình phương với n, nên khi năng lượng tiến đến 0 thì n trở nên rất lớn, nhưng nó không bao giờ đạt tới giá trị 0.
Công thức trên được đưa ra trong một phần gốc của mô hình nguyên tử Bohr và vẫn được sử dụng với nguyên tử hiđrô, nhưng không áp dụng được với các nguyên tử có nhiều hơn 2 electron.